# Eibenschütz Gina
Eibenschütz Gina, Eibenschütz Regina (Pest, 1869. október 17. – Argentína, 1956.) színművésznő.

## Pályafutása
Eibenschütz Dávid kántor és Stern Mária leányaként született. 1887-89-ben végezte színészi tanulmányait. Magyar származása ellenére a főbb német színpadokon szerepelt, mint Gretchen a »Faust«-ban, Klarchen »Egmont«-ban stb. 1890-91-ben Salzburgban, 1891-ben Linzben, 1891-92-ben Zürichben működött. 1897-ben Bécsben férjhez ment Robert Schiff (1869–1935) portréfestő művészhez és nemsokára visszavonult a színpadtól és Bécsben telepedett le.